# Vänersborg
Vänersborg est une ville de Suède, chef-lieu de la commune de Vänersborg dans le comté de Västra Götaland. 21 383 personnes y vivent. Le poète et journaliste Birger Sjöberg, né en ce lieu en 1885, l'appelait poétiquement « le Petit Paris » (« Lilla Paris » en suédois).

## Géographie
Vänersborg est située à l'extrême sud du lac Vänern. Une partie du canal de Trollhättan longe le sud de la ville pour s'ouvrir sur le lac Vänern à Vänersborg. À l'ouest, le fleuve Göta Älv prend naissance des eaux du lac Vänern.
Un aérodrome de Trollhättan–Vänersborg existe à proximité.

## Histoire
Un marché a été établi à Brätte à l'extrémité sud de Vassbotten (partie la plus méridionale de Vänern), au sud de la Vänersborg moderne, à la fin de la période médiévale. Le village s'est développé avec des rues pavées bordées de maisons et de fermes et il a obtenu des privilèges de ville en 1580. Le site, cependant, est devenu impropre au transbordement de marchandises en raison de l'ensablement de son port et difficile à protéger. En conséquence, en 1644, la ville est déplacée de 3½ kilomètres au nord de Huvudnäset, et la nouvelle ville de Vänersborg est établie, malgré la réticence de ses habitants.
Le nom « Vänersborg » signifie « forteresse de Vänern ». Il provient du fortin construit en 1644 pour la protection de la ville nouvelle. Les armoiries datent également de 1644, représentant un bateau en or (un bojort (en) ) avec deux drapeaux suédois.
Vänersborg, mercantilisme oblige, détenait différents monopoles commerciaux, et un droit était dû à la ville par tout navire qui entrait dans le Vänern. Tous les bois sciés ou non qui passaient par la ville étaient soumis à un péage portuaire. Ce n'est qu'en 1803 que fut instaurée la libre concurrence.
Vers 1800, Vänersborg comptait une population de 1 500 habitants. Vänersborg était le point où le fret était transbordé des navires du lac aux chutes de Trollhättan (et vice versa) où les navires pouvaient continuer sans entrave jusqu'à Göteborg et au-delà. En 1778, le canal du roi Karl a été ouvert entre Vänersborg et Trollhättan, raccourcissant le portage terrestre et en 1800, le nouveau canal de Trollhätte et ses écluses permettaient à la navigation de se déplacer entre Vänern et la mer. La voie navigable entre Vänern et Göteborg a permis à la ville de se développer davantage.

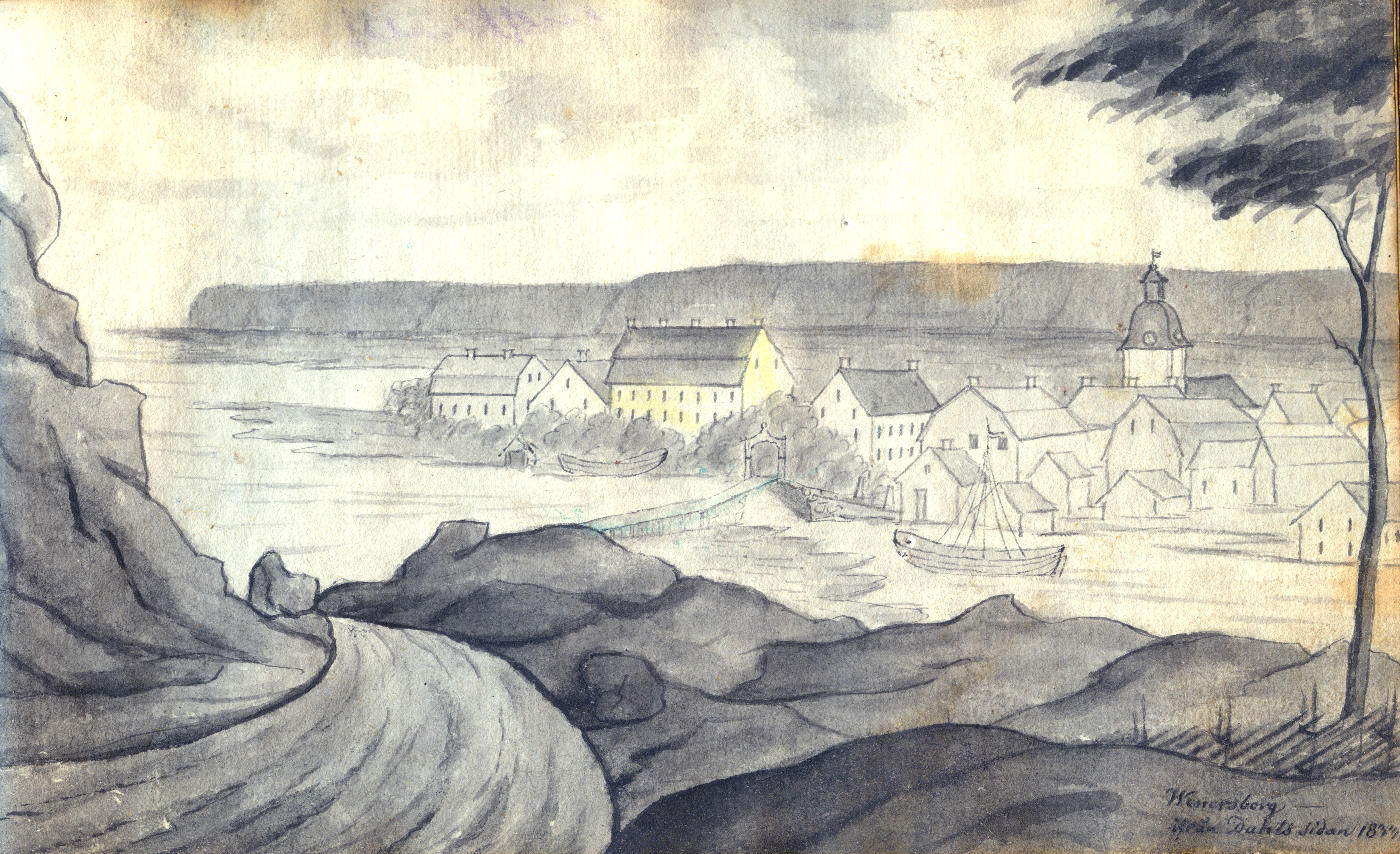
Vänersborg en 1833, un an avant le grand incendie.

En 1834, la plupart des maisons en bois de la ville ont brûlé. Il a été reconstruit selon un modèle de grille, unique à ce jour.[réf. nécessaire]
Le Torpaskolan (école secondaire) a été ouvert en 1965 et remplacé en 2011 par le Nya Torpaskolan. L'Arena Vänersborg a été ouverte en 2009.

## Galerie

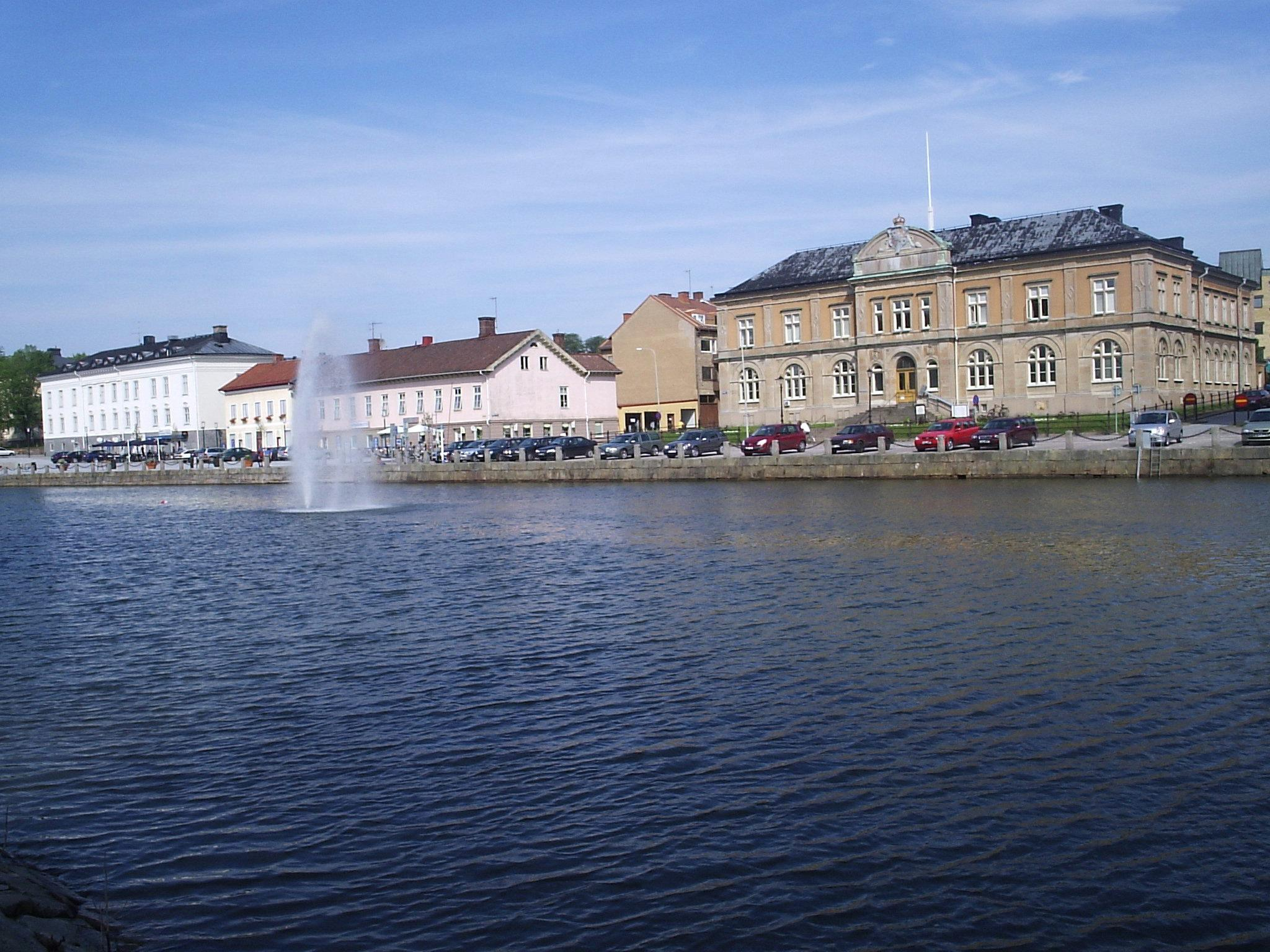
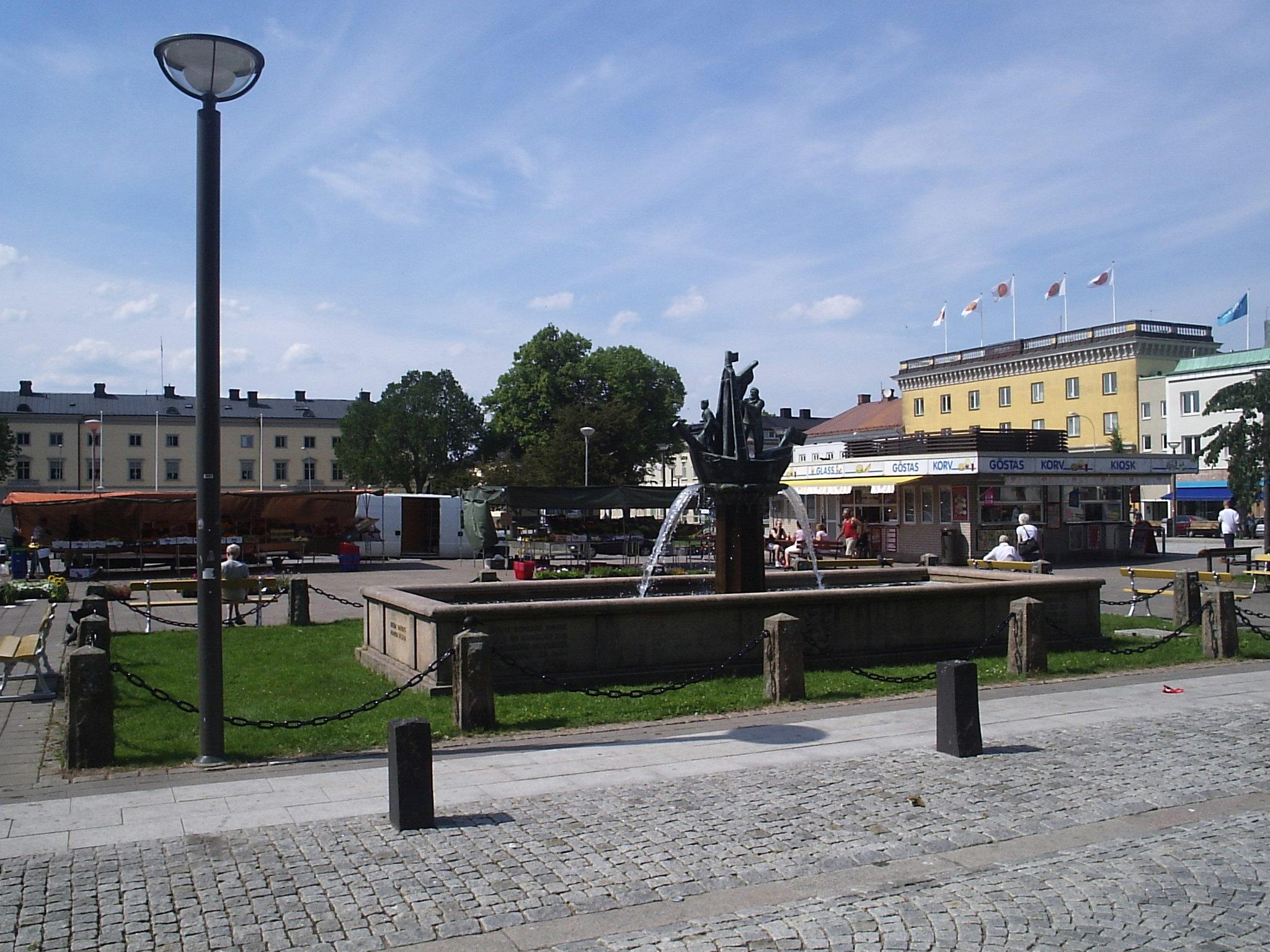
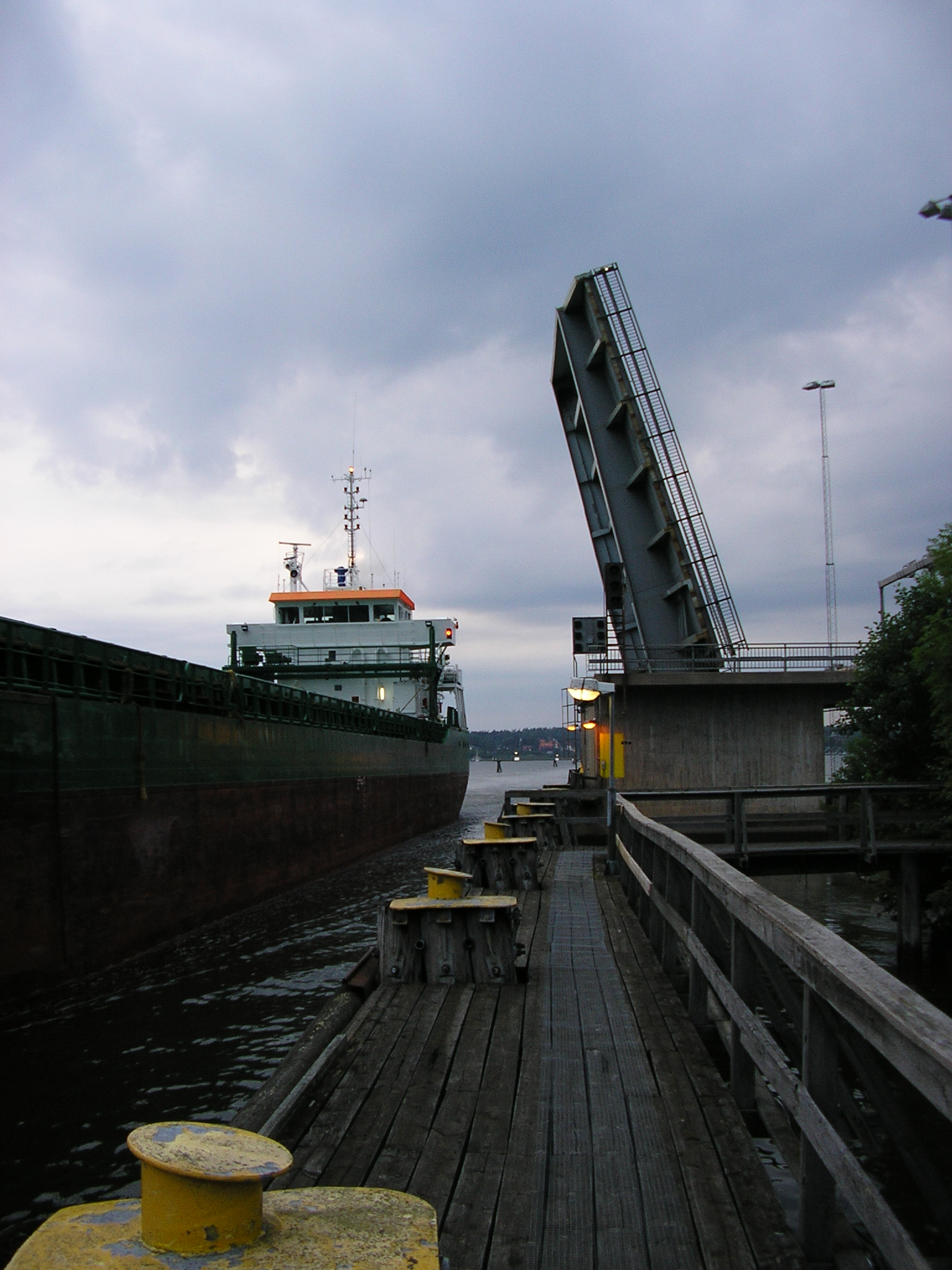
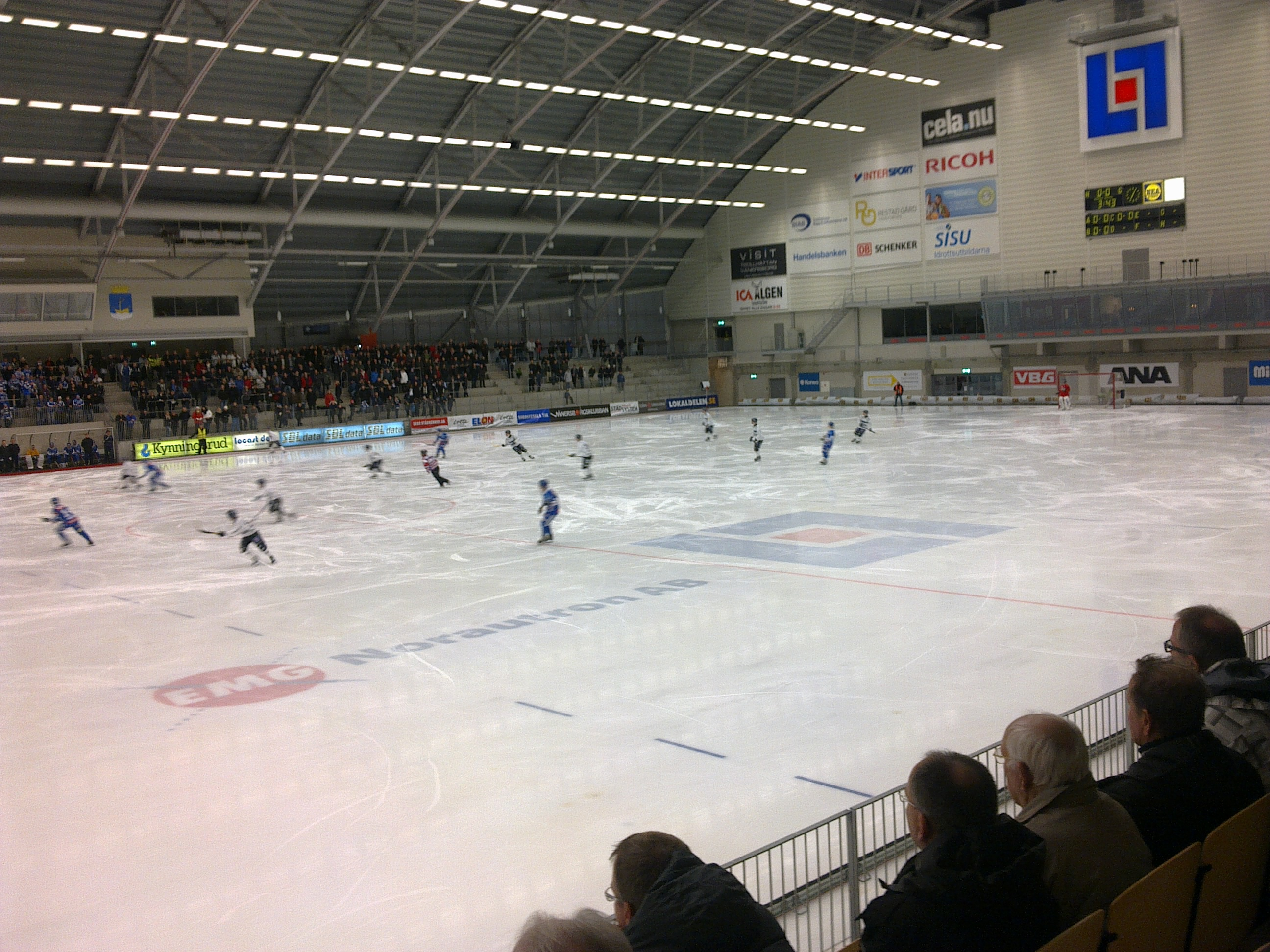

## Personnalités nées à Vänersborg
- Per Olof Ekström, écrivain
- Agnes Carlsson, chanteuse suédoise ayant remporté la 2e saison de l'émission Idol (Nouvelle Star suédoise) et connue mondialement grâce à ses tubes Release Me et On and On.
- Birger Sjöberg, journaliste
- Johan Emanuel Wikström, botaniste
- Jane Lundblad (1905-1986), traductrice